# Theotima minutissima
Theotima minutissima là một loài nhện trong họ Ochyroceratidae. Loài này phân bố ở tropisch Amerika, Azië en de Pacifische eilanden.